# Paulette Dubost
Paulette Dubost, all'anagrafe Deplanque Paulette Marie Emma (Parigi, 8 ottobre 1910 – Longjumeau, 21 settembre 2011), è stata un'attrice francese.

## Biografia
Iniziò la sua carriera a 7 anni all'Opéra Garnier. Apparve in 250 film e lavorò, tra gli altri, con i registi Jean Renoir, Jacques Tourneur, Marcel Carné, Julien Duvivier, Preston Sturges, Max Ophüls. Tra i suoi film più conosciuti La regola del gioco del 1939.

## Filmografia parziale
- L'Ordonnance, regia di Victor Tourjansky (1933)
- Dans les rues, regia di Victor Trivas (1933)
- Albergo Nord (Hôtel du Nord), regia di Marcel Carné (1938)
- La regola del gioco (La Règle du jeu), regia di Jean Renoir (1939)
- Io sono con te (Je suis avec toi), regia di Henri Decoin (1943)
- Six heures à perdre, regia di Alex Joffé, Jean Lévitte (1947)
- Fernandel e le donne (Uniformes et grandes manoeuvres), regia di René Le Hénaff (1950)
- Quattro in una jeep (Die Vier im Jeep), regia di Leopold Lindtberg ed Elizabeth Montagu (1951)
- Il piacere (Le Plaisir), regia di Max Ophüls (1952)
- Mon frangin du Sénégal, regia di Guy Lacourt (1953)
- Il montone a cinque zampe (Le Mouton à cinq pattes), regia di Henri Verneuil (1954)
- Il carnet del maggiore Thompson (Les carnets du Major Thompson), regia di Preston Sturges (1955)
- Lola Montès, regia di Max Ophuls (1955)
- Queste maledette vacanze (Ces sacrées vacances), regia di Robert Vernay (1956)
- Il commissario Maigret (Maigret tend une piège), regia di Jean Delannoy (1958)
- Ragazze in uniforme (Mädchen in Uniform), regia di Géza von Radványi (1958)
- Senza famiglia (Sans famille), regia di André Michel (1958)
- Vacanze a Malaga (Taxi, roulotte et corrida), regia di André Hunebelle (1958)
- Angelica ragazza jet (Ein Engel auf Erden), regia di Géza von Radványi (1959)
- Furore di vivere (Le chemin des écoliers), regia di Michel Boisrond (1959)
- Picnic alla francese (Le Déjeuner sur l'herbe), regia di Jean Renoir (1959)
- La spada degli Orléans (Le Bossu), regia di André Hunebelle (1959)
- La mano calda (La Main chaude), regia di Gérard Oury (1960)
- La francese e l'amore (La Française et l'amour), regia di Michel Boisrond, Christian-Jaque (1960)
- Tempesta in Normandia (Arrêtez les tambours), regia di Georges Lautner (1961)
- Appuntamento con la vita (La récréation), regia di Fabien Collin, François Moreuil (1961)
- I sette peccati capitali (Les sept péchés capitaux), regia di Philippe de Broca, Claude Chabrol, Jacques Demy, Eugène Ionesco, Sylvain Dhomme, Max Douy, Jean-Luc Godard, Édouard Molinaro, Roger Vadim (1962)
- I misteri di Parigi (Les mystères de Paris), regia di André Hunebelle (1962)
- L'omicida (Le Meurtrier), regia di Claude Autant-Lara (1963)
- La furia degli uomini (Germinal), regia di Yves Allégret (1963)
- Maigret e i gangsters (Maigret voit rouge), regia di Gilles Grangier (1963)
- Buccia di banana (Peau de banane), regia di Marcel Ophüls (1963)
- Colpo segreto (L'âge ingrat), regia di Gilles Grangier (1964)
- I fidanzati della fortuna, episodio di L'amore e la chance (La Chance et l'amour), regia di Éric Schlumberger (1964)
- Umorismo in nero (Humour noir), regia di Claude Autant-Lara (1965)
- Viva Maria!, regia di Louis Malle (1965)
- Un giovane, una giovane (Un garçon, une fille. Le dix-septième ciel), regia di Serge Korber (1966)
- Disavventure di un commissario di polizia (Tendre poulet), regia di Philippe De Broca (1978)
- Quanto rompe mia moglie (Vas-y maman), regia di Nicole de Buron (1978)
- Il vizietto dell'onorevole (La Gueule de l'autre), regia di Pierre Tchernia (1979)
- L'ultimo metrò (Le Dernier métro), regia di François Truffaut (1980)
- Milou a maggio (Milou en mai), regia di Louis Malle (1990)
- Cento e una notte (Les cent et une nuits de Simon Cinéma), regia di Agnès Varda (1995)
- Les savates du bon Dieu, regia di Jean-Claude Brisseau  (2000)

## Doppiatrici italiane
- Giovanna Scotto in Furore di vivere
- Franca Dominici in Via Maria!
- Rossella Izzo in L'ultimo metrò